# 下草野村
下草野村（しもくさのむら）は、滋賀県東浅井郡にあった村。現在の長浜市の南東部、草野川の中流域にあたる。

## 地理
- 山岳：七尾山
- 河川：草野川

## 歴史
- 1889年（明治22年）4月1日 - 町村制の施行により、徳山村・醍醐村・小野寺村・東野村・北ノ郷村・飯山村・当目村・大門村・乗倉村・南郷村・西主計村・東主計村の区域をもって発足。
- 1954年（昭和29年）10月1日 - 湯田村・田根村・七尾村と合併して浅井町が発足。同日下草野村廃止。

## 交通

### 道路
- 北国西往還（現・国道365号）